# På första sidan
På första sidan (originaltitel: Lou Grant) är en amerikansk drama-TV-serie om chefredaktören Lou Grant och hans tidningsredaktion. Huvudrollen spelades av Edward Asner och serien hade premiär i USA 20 september 1977. Serien har också visats i SVT.
Denna TV-serie var en spinoff från komediserien Mary Tyler Moore (Mary Tyler Moore Show) där Asner också spelade journalisten Lou Grant. När På första sidan startade hade Grant precis fått sparken från sitt förra jobb på en TV-station och fått jobbet som chefredaktör på en tidningen L.A. Tribune i Los Angeles.
Bland det övriga persongalleriet fanns reportrarna Billie Newman McCovey (Linda Kelsey), Joe Rossi (Robert Walden), samt tidningens ägare Margaret Pynchon (Nancy Marchand).
Serien värjde sig inte från att ta upp känsliga politiska och sociala frågor. 
Totalt fick serien hela 13 Emmy-priser och 56 Emmy-nomineringar. Bland annat vann Asner priset för bästa huvudroll i dramaserie två gånger (1978 och 1980).
Totalt producerades det 114 avsnitt mellan åren 1977 och 1982. Alla fem säsongerna har givits ut på DVD i USA.

## Avsnittsförteckning

### Säsong 1
1. Cophouse  1977-09-20
2. Hostages  1977-09-27
3. Hoax  1977-10-04
4. Henhouse  1977-10-11
5. Nazi  1977-10-18
6. Aftershock  1977-10-25
7. Barrio  1977-11-01
8. Scoop  1977-11-08
9. Judge  1977-11-15
10. Psychout  1977-11-22
11. Housewarming  1977-11-29
12. Takeover  1977-12-06
13. Christmas  1977-12-13
14. Airliner  1978-01-03
15. Sports  1978-01-10
16. Hero  1978-01-17
17. Renewal  1978-01-30
18. Sect  1978-02-06
19. Scandal  1978-02-13
20. Spies  1978-02-27
21. Poison  1978-03-06
22. Physical  1978-03-20

### Säsong 2
1. Pills  1978-09-25
2. Prisoner  1978-10-02
3. Hooker  1978-10-16
4. Mob  1978-10-23
5. Murder  1978-10-30
6. Dying  1978-11-06
7. Schools  1978-11-20
8. Slaughter  1978-11-27
9. Singles  1978-12-04
10. Babies  1978-12-11
11. Conflict  1978-12-18
12. Denial  1979-01-01
13. Fire  1979-01-08
14. Vet  1979-01-15
15. Scam  1979-01-22
16. Sweep  1979-02-05
17. Samaritan  1979-02-12
18. Hit  1979-02-19
19. Home  1979-02-26
20. Convention  1979-03-05
21. Marathon  1979-03-19
22. Bomb  1979-03-26
23. Skids  1979-04-02
24. Loves  1979-05-07

### Säsong 3
1. Cop  1979-09-17
2. Expose  1979-09-24
3. Slammer   1979-10-01
4. Charlatan  1979-10-15
5. Frame-Up  1979-10-22
6. Hype  1979-10-29
7. Gambling  1979-11-05
8. Witness  1979-11-12
9. Kidnap  1979-11-26
10. Andrew, Part 1: Premonition  1979-12-03
11. Andrew, Part 2: Trial  1979-12-10
12. Hollywood  1979-12-17
13. Kids  1979-12-24
14. Brushfire  1980-01-07
15. Indians  1980-01-14
16. Cover-Up  1980-01-21
17. Inheritance  1980-01-28
18. Censored  1980-02-04
19. Lou  1980-02-11
20. Blackout  1980-02-18
21. Dogs  1980-03-03
22. Influence  1980-03-10
23. Guns  1980-03-17
24. Hazard  1980-03-24

### Säsong 4
1. Nightside  1980-09-22
2. Harassment  1980-09-29
3. Pack  1980-10-27
4. Sting  1980-11-17
5. Goop  1980-11-24
6. Libel  1980-12-08
7. Streets  1980-12-15
8. Catch  1981-01-05
9. Rape  1981-12-01
10. Boomerang  1981-01-19
11. Generations  1981-01-26
12. Search  1981-02-09
13. Strike  1981-02-16
14. Survival  1981-02-23
15. Venice  1981-03-09
16. Campesinos  1981-03-16
17. Business  1981-03-23
18. Violence  1981-04-06
19. Depression  1981-04-13
20. Stroke  1981-05-04

### Säsong 5
1. Wedding  1981-11-02
2. Execution  1981-11-09
3. Reckless  1981-11-16
4. Hometown  1981-11-23
5. Risk  1981-11-30
6. Doublecross  1981-12-07
7. Drifters  1981-12-14
8. Friends  1981-12-28
9. Jazz  1982-01-04
10. Ghosts  1982-01-11
11. Cameras  1982-01-25
12. Review  1982-02-08
13. Immigrants  1982-02-15
14. Hunger  1982-03-01
15. Recovery  1982-03-08
16. Obituary  1982-03-22
17. Blacklist 1982-04-05
18. Law  1982-04-12
19. Fireworks  1982-04-19
20. Unthinkable  1982-05-03
21. Suspect  1982-05-17
22. Beachhead  1982-05-24
23. Victims  1982-08-30
24. Charlie  1982-09-13